# Stazzano (Palombara Sabina)
Stazzano è una frazione di Palombara Sabina (provincia di Roma).
La frazione si divide nei borghi Stazzano Vecchio e Stazzano Nuovo.
Stazzano vecchio fu abbandonata nel 1901 a causa di un tremendo terremoto che fortunatamente non fece vittime. Gli abitanti si trasferirono a Stazzano Nuovo, lasciando così il borgo antico immerso nella natura, diventare una delle più grandi e belle città fantasma del Lazio.

## Storia
Ignote sono le origini del nome ma fantasie popolari vogliono ricondurle a stazzo, dato che, verosimilmente, in zona, vi erano delle mulattiere che portavano dai centri vicini ai pascoli dei Monti Lucretili.
La zona è abitata sin dall'epoca romana come attestano ruderi nella vicina Cretone.

## Monumenti e luoghi d'interesse

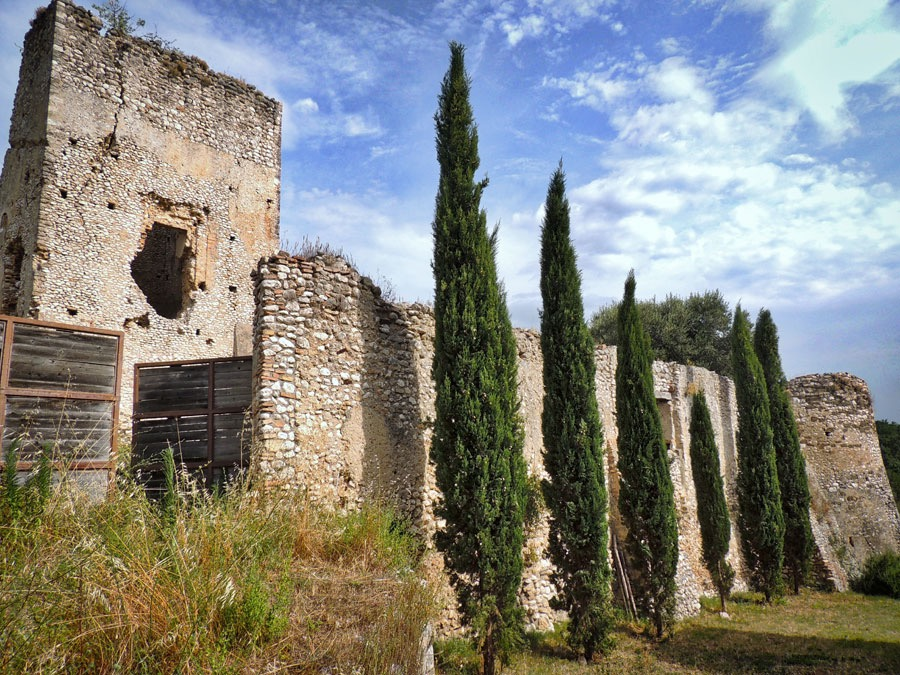
Torre del Castello di Stazzano Vecchio

- Il parco dei Monti Lucretili